# París-Tours 1990
La París-Tours 1990 fue la 84.ª edición de la clásica París-Tours. Se disputó el 14 de octubre de 1990 y el vencedor final fue el danés Rolf Sørensen del equipo Ariostea.
Era la undécima carrera de la Copa del Mundo de ciclismo de 1990

## Clasificación general
|    | Ciclista           | Equipo             | Tiempo     |
| -- | ------------------ | ------------------ | ---------- |
| 1  | Rolf Sørensen      | Ariostea           | 7h 09' 32" |
| 2  | Phil Anderson      | TVM-Yoko           | m. t.      |
| 3  | Maurizio Fondriest | Del Tongo          | m. t.      |
| 4  | Kim Andersen       | Z                  | m. t.      |
| 5  | Andreas Kappes     | Toshiba            | m. t.      |
| 6  | Carlo Bomans       | Weinmann-Smm Uster | + 04"      |
| 7  | Wiebren Veenstra   | Buckler-Colnago    | m. t.      |
| 8  | Sean Kelly         | PDM-Acorde         | m. t.      |
| 9  | Frédéric Moncassin | Castorama          | m. t.      |
| 10 | Adriano Baffi      | Ariostea           | m. t.      |